# Авраменко Іван Гаврилович
Авраменко Иван Гаврилович (5 червня 1923 Колядинець — 6 листопада 2008, Кривий Ріг) — радянський і український художник, графік і живописець. Член Спілки художників України (1975).

## Біографія
Народився 5 червня 1923 року в селі Колядинець Гадяцького району Полтавської області (нині в Липоводолинському районі Сумської області).
У 1934 році переїхав на Криворіжжя
Учасник Великої Вітчизняної війни з лютого 1944 року.
У 1947—1949 роках навчався в Одеському художньому училищі імені М. Б. Грекова у професора Л. Мучника.
У 1949 році засуджений на 10 років за антирадянську агітацію, висновок відбував в ГУЛАГу. Звільнився в 1954 році. Реабілітований у 1992 році.
У 1954—1955 роках працював на будівництвах.
У 1955—1957 роках навчався в Кишинівському художньому училищі, яке закінчив з відзнакою. Педагоги з фаху В. Судовская, В. Зазерскій.
У 1957—1958 роках — асистент головного художника-постановника кіностудії «Молдова-фільм».
У 1958—1975 роках — оформлювач, графік, живописець Криворізької художньої майстерні.
Помер 6 листопада 2008 року в Кривому Розі. Похований на Центральному кладовищі Кривого Рогу.

## Творча діяльність
Працював в станковому живопису та графіці. Особливе місце в роботах художника займає Кривий Ріг — місто, де він виріс і вперше взяв у руки пензель. Картини художника — художній літопис Кривого Рогу. Вони розповідають про те, яким було місто за часів молодості художника, як жив всі ці роки, змінювався і яким став.
Роботи художника зберігаються в Криворізькому історико-краєзнавчому музеї, приватних колекціях Варшави, Лондона, Сеула. Дві картини художника перебувають в приватній колекції  у місті Черкаси.

### Картини
- «Кривбас індустріальний» (1972); «Комплекс ДП-9» (1973); «Перший промінь» (1979);
- «Кривбас» (1981); «Північний ГЗК вночі» (1982); «Дев'ята домна» (1983);
- «Над Дніпром» (1989); «Весна в Кривбасі» (1991); «Далеко, далеко, за сині хмари» (1992);
- «Гомоніла Україна» (1993); «Профілакторій» (1994); «Вечірній Седнів» (1995);
- «Март на Криворіжжі» (1996); «Зима на Криворіжжі» (1998); «Вознесіння духу предків забутих і незабутих» (1998);
- «Сентябрь на Криворіжжі» (1998); «Вечоріє» (1998); «Станція Дзержинська» (1999);

- «Чорногірка» (1999)

## Виставки
Учасник республіканських художніх виставок в Києві (1961, 1963 1972—1974, 1977, 1981), Міжнародній художнього ярмарку «Арт-Манеж-96» (Москва, 1996), виставок «Золота кисть-97» (Москва, 1997), " живопис України "(1997). Персональні виставки в Кривому Розі в 1983, 1996 і 1998 роках.

## Нагороди
- Знак «За заслуги перед містом» (Кривий Ріг);
- срібна медаль «Козацька слава» 1-го ступеня (посмертно).

## Пам'ять
- Пам'ятна дошка на фасаді школи № 120 в Кривому Розі;
- Іменем художника названа колишня вулиця Корнійчука в Кривому Розі;
- Алея імені художника в Кривому Розі;
- Музей-майстерня Івана Авраменка у криворізькій школі № 120.